# 塞尔奈莱兰斯
塞尔奈莱兰斯（法語：Cernay-lès-Reims，法語發音：[sɛʁnɛ lɛ ʁɛ̃s]，意为“兰斯附近的塞尔奈”）是法国马恩省的一个市镇，位于该省北部偏西，属于兰斯区。

## 地理
塞尔奈莱兰斯（49°15'49"N, 4°6'12"E）面积16.49 平方千米，位于法国大東部大區马恩省，该省份为法国东北部内陆省份，北起阿登省，西北接埃纳省，西南接塞纳-马恩省，南至奥布省，东南接上马恩省，东临默兹省。
与塞尔奈莱兰斯接壤的市镇（或旧市镇、城区）包括：维特里莱兰斯、兰斯、皮雪、诺让拉贝斯、贝吕、圣莱奥纳尔。

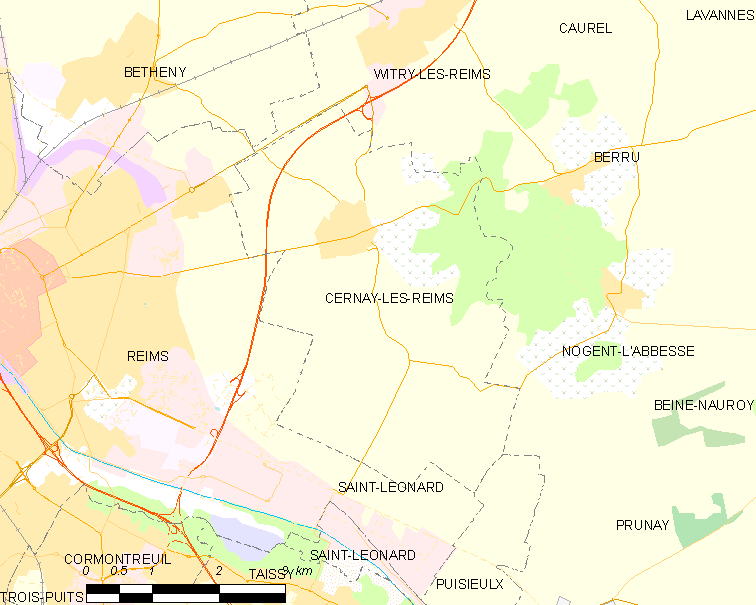
塞尔奈莱兰斯的OSM定位图

塞尔奈莱兰斯的时区为UTC+01:00、UTC+02:00（夏令时）。

## 行政
塞尔奈莱兰斯的邮政编码为51420，INSEE市镇编码为51105。

## 政治
塞尔奈莱兰斯所属的省级选区为兰斯第八县。

## 人口

1962-2008年间塞尔奈莱兰斯人口变化图示

塞尔奈莱兰斯于2022年1月1日时的人口数量为1566人。